# Jim Kearney
Jim Kearney (Wharton, Texas; 21 de enero de 1943 – 6 de agosto de 2024) fue un jugador estadounidense de fútbol americano que jugó once temporadas con tres equipos en la NFL en la posición de safety y ganó el Super Bowl IV.

## Carrera

### Universitario
A nivel universitario inició su carrera en la posición de quarterback con los Prairie View A&M Panthers donde tuvo como wide receiver a su futuro compañero de equipo en los Kansas City Chiefs Otis Taylor, aunque posteriormente lo pasaron a jugar la posición de safety.

### Profesional
Fue seleccionado en la ronda 11 del draft de la NFL de 1965 por los Detroit Lions, equipo con el que jugó sus dos primeras temporadas hasta que firmó con los Chiefs en 1967, donde permaneció hasta 1975 cuando fue cambiado a los New Orleans Saints en 1976. Jugó de titular en el Super Bowl IV con los Kansas City Chiefs. En 1972 empató el récord de la NFL cuando regresó cuatro intercepciones para touchdown. También lideró la liga con 192 yardas en regresos de intercepción. En toda su carrera profesional utilizó el número 46. 
Luego de retirarse pasó a ser golfista y entrenó equipos infantiles de fútbol americano en el área de Kansas City. 